# Jules Lafforgue
 (mai 2019).
Si vous disposez d'ouvrages ou d'articles de référence ou si vous connaissez des sites web de qualité traitant du thème abordé ici, merci de compléter l'article en donnant les références utiles à sa vérifiabilité et en les liant à la section « Notes et références ».
Ne doit pas être confondu avec Jules Laforgue.
Jules Lafforgue, né à Gourdon dans le Lot le 8 mars 1873 et mort dans la même cité le 10 décembre 1947, est un poète, écrivain et journaliste français. Afin d'éviter toute confusion avec son illustre homonyme, il prend, à partir des années 1910,  le pseudonyme de Pierre Calel. Il écrira souvent avec sa sœur qui avait quant à elle pris celui d’Alida Calel. 

## Biographie
Après son baccalauréat passé au lycée Gambetta à Cahors, Jules Lafforgue vient à Paris. Il a été le fondateur du Cabaret des noctambules à Paris.
En mars 1915, au camp de Châlons-sur-Marne, il fonde L'Écho des gourbis. Il dirige ensuite ce journal de tranchées dont le trente quatrième et dernier numéro parut en mars 1918. L'idée retentissante de permissions pour les Poilus fut émise dans le no 5 de juillet 1915.
Avec Alida, Pierre Calel publie des chroniques régulières dans Le Courrier du Centre de Limoges. Ces chroniques sont reprises dans Semaines quercynoises en 1933 où publient quelques figures, célèbres ou parfois oubliées du Quercy, comme Armand Lagaspie, Touny-Lerys, Henry Jagot, Gustave Guiches, Gustave Fréjaville, Léon Lafage, Roger Couderc, Georges de La Fouchardière, Élie Richard (rédacteur en chef de Paris-Soir), l'abbé Henri Bremond, Philippe Gaubert, Émile Laporte, Rosita Matza, Pierre Benoit...
Jules Lafforgue est l'auteur du poème Les Vieilles de chez nous. Ce poème mis en musique par Charles Levadé devint par la suite une chanson populaire.

## Œuvres
- Jules Lafforgue, Premiers Pas, recueil de poésies, Alphonse Lemerre éditeur, 1898.
- Jules Lafforgue, La revanche de Paris, Calmann-Lévy, 1908.
- Jules Lafforgue, Jeanne-Rose : [comédie en un acte en vers], Paris, Les Annales politiques et littéraires, 1913
- Jules Lafforgue, (poésies) et Henri Bresles (musique).  Comme au bon vieux temps E. Coutarel editeur.
- Alida et Pierre Calel, La Terre du bon Dieu, roman couronné par l'Académie française, prix Fabien, 1925.
- Alida et Pierre Calel, Semaines quercynoises, vol. I, 1re édition, 1933.  Ed Guillemot et de Lamothe. rue des Petits-Champs, Paris.
- Alida et Pierre Calel, Gourdon, ma petite ville natale : chef-lieu de l'arrondissement du Plus-Haut-Quercy, illustrations de M. Albe, A. Barrère, L. Loevy, L. Icart, L. Jonas, B. Naudin, J.-P. Veber par Jules Lafforgue, Alida Calel, et Pierre Calel, 1939.
- Alida et Pierre Calel, Notre-Dame de la Préhistoire, coll. A. P. Calel, 1947.
- Alida et Pierre Calel, Alida et Jules Lafforgue, Les Vieilles de chez nous. Le Pèlerin : [1 acte, en vers] ; Jeanne-Rose : [1 acte, en vers], Gourdon, 1947, 164 p.